# Kenana ibn al-Rabi
Kenana ibn al-Rabi' (arabe : كِنَانَة ٱبْن ٱلرَّبِيع  </link>) également connu sous les noms de Kenana ibn al-Rabi'a et Kenana ibn al-Rabi ibn Abu al-Huqayq, était un chef de tribu juif arabe de l'Arabie du VIIe siècle et un opposant à Mahomet. Il était le fils du poète al-Rabi ibn Abu al-Huqayq. Ibn al-Rabi' a été tué lors des premiers affrontements entre les musulmans et les Banu Nadir.

## Biographie
Il avait deux frères - al-Rabi ibn al-Rabi et Sallam. Kenana aurait incité Muhammad à abandonner la coutume de tourner son visage vers La Mecque (« Qiblah ») pendant la prière au profit de Jérusalem, comme c'était la coutume dans l'Islam au début. Après l'expulsion des Banu al-Nadir, tribu dont il faisait partie, il se retira avec sa famille à Khaybar, où ils possédaient un château appelé Qamus.
Ibn Ishaq parle de Kenana ibn al-Rabi: 
Kenana al-Rabi, qui avait la garde du trésor des Banu Nadir, fut amené à l'apôtre qui l'interrogea à ce sujet. Il nia savoir où il se trouvait. Un juif vint (Tabari dit « fut amené ») voir l'apôtre et dit qu'il avait vu Kenana faire le tour d'une certaine ruine tous les matins de bonne heure. L'apôtre dit à Kenana : « Sais-tu que si l'on découvre que tu l'as, je te tuerai ? ». Il répondit : « Oui ». L'apôtre donna l'ordre de creuser la ruine et une partie du trésor fut trouvée. Lorsqu'il lui demanda le reste, il refusa de le présenter. L'apôtre donna alors l'ordre à al-Zubayr Al-Awwam : « Torturez-le jusqu'à ce que vous lui arrachiez ce qu'il a. » Il alluma donc un feu avec un silex et de l'acier sur sa poitrine jusqu'à ce qu'il soit presque mort. L'apôtre le livra alors à Muhammad b. Maslama, qui lui trancha la tête pour se venger de son frère Mahmoud.
En plus du récit d'Ibn Ishaq, Al-Tabari écrit :
Le Prophète donna à Zubayr l'ordre de torturer Kenana jusqu'à ce que vous lui arrachiez ce qu'il possède. Zubayr alluma donc un feu sur la poitrine de Kenana, qu'il fit tournoyer avec son bâton de feu jusqu'à ce que Kenana soit près de mourir. Le Messager le remit alors à Maslamah, qui le décapita. -- Al-Tabari, vol. 8, p. 122
Al-Mubarakpuri soutient qu'al-Rabi était lié par des accords entre Muhammad et Khaybar pour ne rien cacher aux musulmans. Il a été exécuté, conclut al-Mubarakpuri, pour avoir violé cet accord. Montgomery Watt soutient l'idée qu'il a été exécuté pour avoir dissimulé le trésor. Shibli Nomani, quant à lui, affirme que Kenana a été mis à mort parce qu'il avait tué Mahmud, le frère de Muhammad bin Maslama. Nomani met également en doute l'exactitude de l'histoire en raison de ses sources.

## Voir également
- Ibn Ichaq
- Banou Nadir
- Liste des batailles de Muhammad

## Sources
- Muhammad ibn Ismail al-Bukhari. Sahih Boukhari.
- l'histoire n'apparaît pas dans cette source Gottheil, Richard et al. « Kenna ». Encyclopédie juive . Funk et Wagnalls, 1901-1906.
- Ibn Ishaq. La vie de Muhammad: une traduction du Sirat Rasul Allah d'Ibn Ishaq. A. Guillaume, trad. Université d'Oxford. Presse, 1955. L'histoire n'apparaît pas dans cette source.
- Musulman ibn al-Hajjaj al-Qushayri. Sahih musulman . Abdul Hamid Siddiqi, et al., traduction. éd. révisée. 2000.

 Cet article contient des extraits de l'article  « : Singer, Isidore ; et al., eds (1901-1906). L'encyclopédie juive. » de la Jewish Encyclopedia de 1901–1906 dont le contenu se trouve dans le domaine public.New York: Funk & Wagnalls. {{cite encyclopedia}}: Missing or empty |title= (help)